# Facund
Facund (llatí: Facundus) va ser un bisbe de l'Àfrica Pròpia província de l'Imperi Romà d'Orient. Facund era anomenat Episcopus Hermianensis, i va viure a mitjans del segle vi.
L'any 544 Justinià I va condemnar en un edicte la primera epístola d'Ibes, bisbe d'Edessa, la doctrina de Teodor, bisbe de Mopsuèstia, i alguns escrits de Teodoret, bisbe de Cir, la capital de la Cirrèstica, i va llençar un anatema contra tot aquell que les aprovés. Molts bisbes es van resistir a aquest edicte, ja que consideraven que era contrari a la doctrina del concili de Calcedònia del 451.
Un dels bisbes que es va oposar a l'edicte imperial va ser Facund, que sembla que comptava amb el suport de la majoria de bisbes de la província. L'any 547 va anar a Constantinoble a defensar el seu punt de vista en un concili convocat per tractar l'edicte justinianeu, en l'episodi que es coneix com la Qüestió dels Tres Capítols, en relació amb els tres autors prohibits. A la capital es va trobar amb el papa Vigili, que es va dirigir a Facund i a setanta bisbes més i els va demanar que en set dies posessin per escrit la seva opinió sobre els tria capitula. Facund va posar per escrit una primera versió, no definitiva, de la seva opinió, però finalment el papa va acabar condemnant els tres religiosos seguint l'edicte imperial, tot i que mantenint la vigència dels decrets de Calcedònia. Facund i altres bisbes no hi van estar d'acord.
Més tard, Facund va polir el seu escrit sobre els tria capitula, en una nova versió més organitzada, però també més moderada en els seus arguments. La Qüestió dels Tres Capítols permet comprendre de les dificultats causades pel cesaropapisme de Justinià. L'emperador va condemnar els tres bisbes per monofisites i aquesta sentència va aixecar les protestes de molts bisbes, sobretot a Occident. El Papa Vigili va arribar a Constantinoble, on va ser mantingut en captivitat, fins que finalment va cedir a les pressions imperials i va donar suport a les decisions dels Concili dels Tres Capítols de l'any 553.
Facund va buscar la forma de definir els límits del paper del sobirà. Per a ell, per als dogmes, l'emperador ha de: «dur a terme els cànons de l'Església, no solucionar-los o oposar-s'hi». Descriu un ordre jeràrquic on Déu i l'Església es troben per damunt de l'emperador.
Va escriure també una rèplica a Mocià, contrari al concili de Calcedònia. Aquest dos escrits, titulats Pro defensione trium capitulorum libri XII i Contra Mocianum liber, són justament les dues úniques obres seves que s'han conservat.